# 碧岩镇
碧岩镇，是中华人民共和国甘肃省定西市陇西县下辖的一个乡镇级行政单位。

## 行政区划
碧岩镇下辖以下地区：
龙川村、王庄村、万山村、科羊村、万沟村、碧岩村、珠帘村、郑坪村、庞坪村、黄哩村和塄岸村。